# Billy Gilbert (ator)
Billy Gilbert (Hollywood, Califórnia, 15 de setembro de 1891 — Los Angeles, Califórnia, 29 de abril de 1961), nascido William V. Campbell, foi um ator de cinema mudo norte-americano, que apareceu em mais de 150 filmes entre 1913 e 1936.

## Filmografia selecionada
como ator:
- Fatty Joins the Force (1913)
- Fatty at San Diego (1914)
- Fatty's Wine Party (1914)
- The Star Boarder (1914)
- Making a Living (1914)

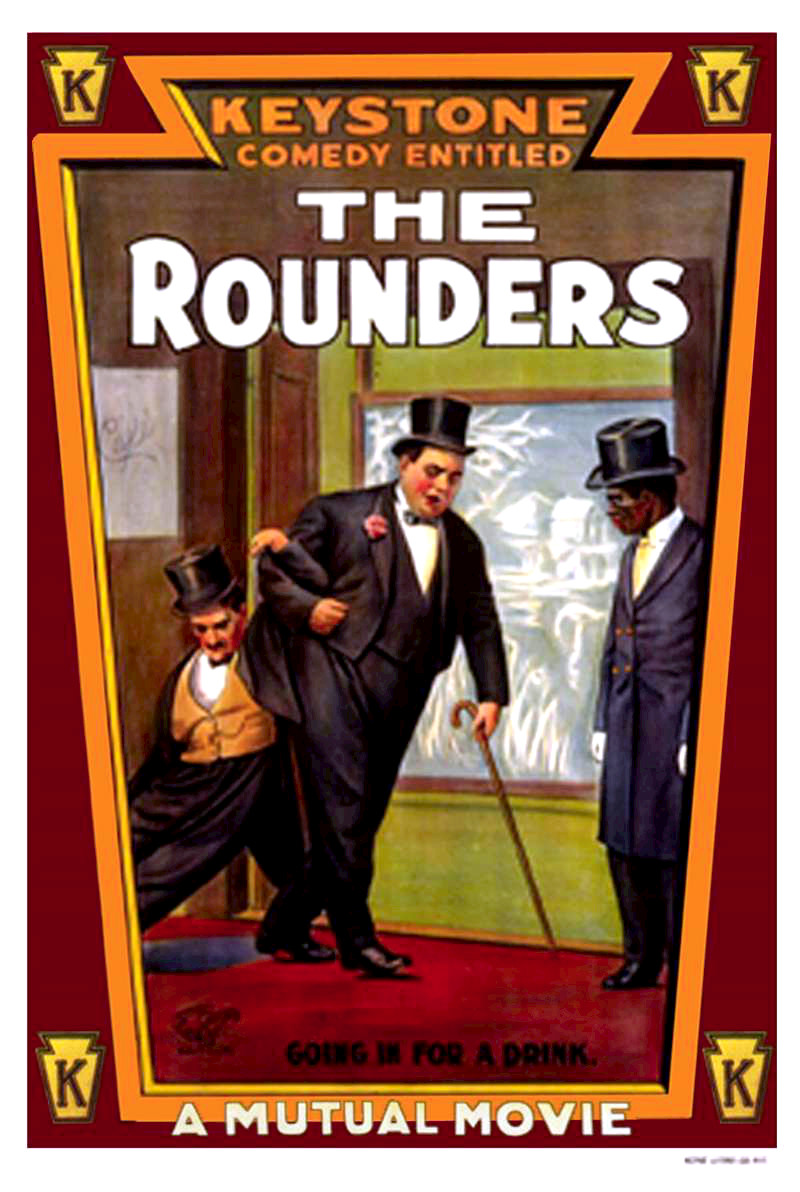
Pôster para The Rounders (1914), com Gilbert como porteiro no blackface

- The Rounders (1914) dirigido e escrito por Charlie Chaplin
- Mabel's Strange Predicament (1914)
- A Film Johnnie (1914)
- A Busy Day (1914)
- Caught in a Cabaret (1914)
- Tillie's Punctured Romance (1914)
- Miss Fatty's Seaside Lovers (1915)
- Oh, Mabel Behave (1922)
- Give Us This Night (1936)

como diretor:
- Move On (1917) com Harold Lloyd
- The Flirt (1917) com Harold Lloyd
- Rainbow Island (1917) com Harold Lloyd
- The Tip (1918) com Harold Lloyd